# Ericsson Globe
Ericsson Globe je arena smještena u švedskom glavnom gradu Stockholmu u naselju Johanneshov. Otvorena je 19. veljače 1989. godine i najveća je sferična građevina u svijetu. Godine 2021. arena je promijenila ime u Avicii Arena.

## Tehnički detalji
Građevina ima promjer od 110 metara dok je unutarnja visina 85 m. Izgrađena je od čelika, betona i stakla. Cijelu konstrukciju nosi 48 povijenih čeličnih nosača.
Projektirana je od poduzeća Berg Arkitektkontor AB a prvi radovi započinju u rujnu 1986. godine.
Za hokejaške utakmice može primiti 13 850 posjetitelja a na koncerte do 16 000 posjetitelja. Rekordna posjećenost je bila 4. svibnja 2009. kada je gostovala Metallica i kada je broj posjetitelja bio 16 531.
U sporednoj dvorani arene Annexet održavaju se manje manifestacije i ima mjesta za oko 3 950 posjetitelja. Annexet je u početku bio namijenjen za treninge hokeja međutim sada se tamo održavaju i druge manifestacije poput konferencija, koncerata itd.
Na vrhu arene nalazi se oko 40 svečanih loža i jedan restoran.
Arena je dobro povezana podzemnom željeznicom s ostalim dijelovima grada a do centralne stanice T-Centralen stigne se za 9 minuta. U dvije garaže koje pripadaju areni ima oko 1 500 parkirnih mjesta.
Usporedba arene sa Suncem: Kad bi Globen bio Sunce onda bi Zemlja bila kugla promjera 65 cm na udaljenosti od 7,6 km od Sunca.

### Skyview
U veljači 2010. godine ugrađene su dvije gondole koje voze posjetitelje na sam vrh arene, na 130 metara visine. Ova turistička atrakcija zove se "Skyview", a ovaj projekt koštao je 30 milijuna švedskih kruna.

## Manifestacije
Značajnije manifestacije održane u Globenu su koncerti koje su održali
- Bob Dylan,
- Black Sabbath,
- Guns N' Roses,
- Trivium,
- Rod Stewart,
- Metallica,
- Mötley Crüe,
- Linkin Park,
- Tokio Hotel,
- Bullet,
- Iron Maiden,
- Kiss te
- Rammstein.

Pjesma Eurovizije 2000. godine je održana u areni a papa Ivan Pavao II. je održao u njoj svečanu Misu 1989. godine.
Veliki broj utakmica švedske reprezentacije hokeja na ledu odigran je u ovoj areni (dva puta Svjetsko prvenstvo u hokeju), ali i Europsko prvenstvo u odbojci.

## Galerija
- The Globe u srpnju 1987.
- Završni radovi 1988.
- Unutrašnjost arene 1.
- Unutrašnjost arene 2.

## Vanjske poveznice
- Službena stranica Avicii Arene Pristupljeno: 6. 6. 2023.
- Stranica s fotografijama Globena